# Hongqi LS7
La Hongqi LS7 è un'autovettura prodotta dalla casa automobilistica cinese Hongqi a partire dal 2022.

## Descrizione e contesto
La vettura, presentata ufficialmente online il 25 ottobre 2021 attraverso la diffusione di alcune immagini e dati tecnici, è SUV di lusso di grandi dimensioni, creato dal costruttore cinese FAW per fare concorrenza ad altri SUV appartenenti a questo segmento di mercato, tra cui la BAIC BJ90, ma anche altri d'importazione come le Cadillac Escalade, Lincoln Navigator e Mercedes-Benz GLS. 

## Specifiche
A spingere LS7 c'è un motore a benzina V8 biturbo da 4,0 litri che eroga una potenza di 360 CV e sviluppa una coppia di 550 Nm, a cui è abbinato un cambio ZF a 8 rapporti.